# Robert Beyer
Robert Beyer (ur. 1901 w Wittlich, zm. 1989 w Düsseldorfie) – niemiecki inżynier dźwięku i kompozytor.

## Życiorys
Studiował w Halle, Berlinie i na Uniwersytecie Muzycznym w Kolonii. W latach 1928–1934 pracował jako inżynier dźwięku w wytwórni filmowej Tobis, gdzie zajmował się elektroakustyką. Od 1946 był inżynierem dźwięku w radiu kolońskim NWDR (późniejszym WDR). 
Interesował się możliwością muzycznego zastosowania technologii elektronicznej. Już w 1928 opublikował w periodyku „Die Musik” artykuł Das Problem der «kommenden Musik», w którym omówił wykorzystanie instrumentów elektronicznych w kompozycji muzycznej.
W 1949 Beyer był uczestnikiem wykładu na temat wytwarzania dźwięku elektronicznego, wygłoszonego przez Wernera Meyer-Epplera w North West German Music Academy w Detmold. Odtąd zaczęła się współpraca obu naukowców, która w 1950 zaowocowała wykładami pod nazwą "Klangwelt der elektronische Musik" na Międzynarodowych Letnich Kursach Nowej Muzyki w Darmstadcie. Beyer skoncentrował się na zasadach projektowania stosowanych przy konstruowaniu elektronicznych instrumentów muzycznych, a Meyer-Eppler przedstawił stan badań w dziedzinie syntezy mowy. Rok później obaj wrócili do Darmstadt z cyklem wykładów na temat możliwości elektronicznego wytwarzania dźwięku oraz związków muzyki z technologią. 
W 1951 wraz z Herbertem Eimertem i Meyer-Epplerem założył przy radiu kolońskim NWDR Studio muzyki elektronicznej (WDR). Było to pierwsze tego rodzaju studio poświęcone muzyce wykorzystującej dźwięki generowane elektronicznie. Pierwszymi utworami powstałymi w Kolonii były cztery etiudy dźwiękowe (4 Stücke na taśmę), skomponowane wspólnie przez Eimerta i Beyera w latach 1951–1953. Były one prezentowane bez większego sukcesu podczas festiwalu Neues Musikfest w Kolonii w 1953. Ale już kolejny koncert kolońskiego studia, który odbył się rok później, spotkał się z szerokim oddźwiękiem w niemieckiej prasie. 

## Publikacje
- Das Problem der kommenden Musik, „Die Musik”, 9, 1928, s. 861–866
- Musik und Tonfilm, „Kunst und Technik”, 1930, s. 365–396

## Kompozycje
- 4 Stücke na taśmę, razem z H. Eimertem (1952–1953)